# Paucapalea
Paucapalea (fl. XII secolo) è stato un giurista italiano.
Paucapalea ("Pocapaglia") fu il primo esponente della Scuola dei Glossatori Canonisti a Bologna verso la seconda metà del XII secolo, il quale fece aggiunte di stampo giuridico, di notevole rilievo, in materia di diritto canonico al "Decretum" o "Concordia Discordantium Canonum" di Graziano(suo maestro),conosciute sotto il nome di "paleae"  ("pagliuzze"), in riferimento al nome dell'autore. Fu anche il primo autore di una summa all'opera del maestro, considerata come strumento didattico per eccellenza negli studi dei secoli successivi.

## Opere

### Manoscritti
- Summa Decreti, XII-XIII secolo, München, Bayerische Staatsbibliothek, Codices latini monacenses, Clm 18467,  ff. 70-119.